# Brooke McCarty
Brooke Michelle McCarty, coniugata Williams (League City, 2 ottobre 1995), è una cestista statunitense, professionista nella WNBA.